# フェランティ
フェランティ（Ferranti International plc）社は、かつて存在したイギリスの電子機器製造業者。特に軍事関連電子機器と電力系統向けシステムで知られていた。1885年に創業し1世紀以上に渡って続いたが、1993年に倒産。一時期はFTSE100種総合株価指数にも選ばれていた。さらに、1951年に世界初の商用コンピュータの1つ Ferranti Mark 1 の製造販売を開始したことでも知られている。

## 歴史

### 創業

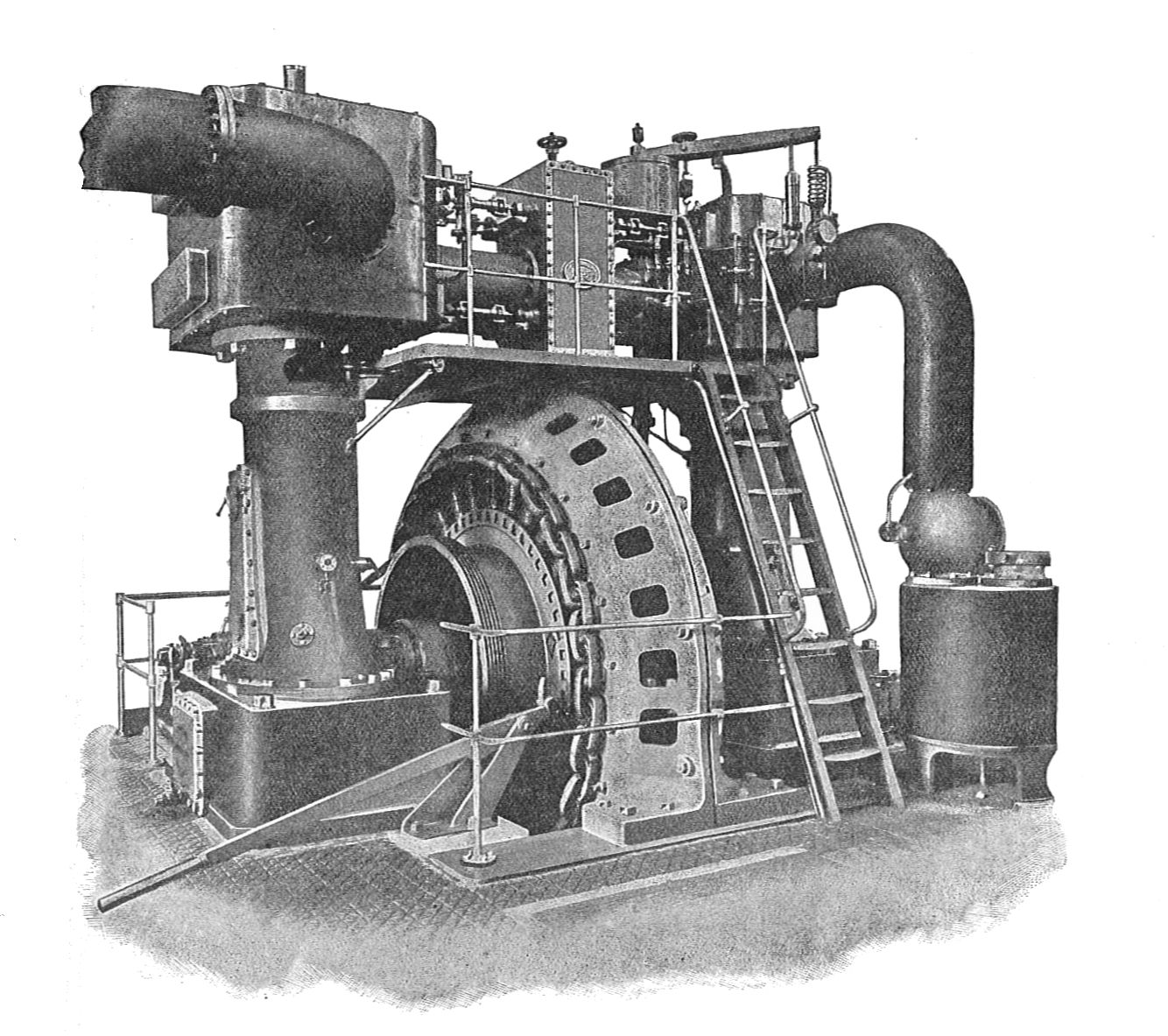
フェランティ製蒸気タービン発電機（1900年ごろ）

セバスチャン・ジアーニ・ド・フェランティは1882年、ロンドンで各種電気機器を設計する会社 Ferranti, Thompson and Ince を創業。フェランティは早くから交流送電に賭けており、イギリスでは数少ない専門家の一人であった。1885年には新たな企業 S. Z. de Ferranti をフランシス・インスとチャールズ・スパークスと共に創業。
1880年代、フェランティの主力製品は電力量計で、多数の電力会社に電力量計を供給する重要な企業となっていった。この事業は1980年代まで続いたが、シーメンスの合弁事業に移管され、最終的にシーメンスに売却された。
1887年、London Electric Supply Corporation (LESCo) はデットフォードの発電所の設計をフェランティに依頼した。彼は発電所の建物と発電機、送電系統を設計。1890年10月に完成したこの発電所は世界初の近代的発電所であり、高圧交流電力を発生して、各家庭には降圧させた電力を供給するようになっていた。この方式は現在でも世界中で使われている。
成功は続き、フェランティは電気機器を一般にも製造販売するようになる。会社の成長と共に社屋が手狭となった。ロンドン周辺の不動産は高いため、1986年にオールダムのホリンウッドに本社を移転（マンチェスター近郊）。しかし1900年代に入ると売り上げが減少し、1903年には管財人の管理下に入った。

### 急激な成長
1905年、管財人の管理下から脱し、フェランティ・リミテッド (Ferranti Ltd.) と改称。20世紀のはじめ、電力は小規模の会社が供給していた。地場産業に電力を提供する発電施設がプラント内に設置されるのが一般的だった。各プラントはそれぞれ規格が異なり、一般家庭向けの電気機器を大量生産するのは困難であった。1910年、電力の標準化に取り組みはじめ、多数の電力変圧器を供給し、1926年にイギリスに全国電力網が誕生した。高電圧用変圧器はフェランティの重要な製品となった。
1935年、マンチェスター近郊のモストンの工場を購入。ここでテレビやラジオ、電気時計などを生産開始した。なおテレビ・ラジオ部門は1957年にEKCOに売却された。さらに同じモストンには科学的測定機器を開発するフェランティ・インスツルメンツもあり、世界初のコーン・プレート粘度計なども開発している。

### 軍事用電子機器
第二次世界大戦中、フェランティは軍に電子機器、信管、真空管などを供給する主要業者となり、敵味方識別装置を開発し、レーダーの初期の開発にも深く関与した。戦後も軍関係の事業が大きな割合を占めるようになり、レーダー設備、アビオニクス、その他の軍用電子機器などをイギリスだけでなく海外にも供給した。
1943年、エディンバラの Crewe Toll に新工場を設け、戦闘機スピットファイアのジャイロ照準器を生産した。この工場を中心としたフェランティ・スコットランドは戦後、8,000人の従業員を抱え8箇所の拠点を持つまでに拡大し、スコットランドのエレクトロニクス産業の始まりとなっただけでなく、フェランティ全体の中でも重要な位置を占めるようになった。後の製品としては半導体リングレーザ・ジャイロなどがある。
1949年から、フェランティはカナダ海軍のDATAR (Digital Automated Tracking and Resolving) 開発に協力した。DATARは先駆的なコンピュータ化された戦闘情報システムで、レーダーとソナーの情報を戦闘指揮所に集約して全体を見通せるようにし、潜水艦や航空機への攻撃を指揮できるようにするものである。
1950年代、航空機に搭載するレーダーを開発することに集中し、イギリスの軍用ジェット機や軍用ヘリコプターの多くがフェランティ製レーダーを搭載することになった。Crewe Toll の拠点は今では SELEX Galileo の所有であり、ユーロファイター タイフーン のレーダーを供給するコンソーシアムの中心となっている。
1960年代と1970年代には、慣性航法装置が重要な製品となり、ジェット機（ハリアー、トーネードなど）、宇宙船、陸上交通向けなどにシステムを設計した。電気機械式の慣性航法装置はエディンバラのシルバーノウズの工場で生産され、アリアン4や初期のアリアン5でも使われている。また、PADS（位置・方位決定システム）も製造した。これは車両に搭載可能な慣性航法装置で、イギリス陸軍が使用した。
1960年代にレーザーが発明されると、フェランティも早速開発に乗り出した。1970年代初めにはレーザー測距・目標指示装置 (LRMTS) を開発し、ジャギュアやハリアー、さらにはトーネードに採用された。1974年にはイギリス陸軍に世界初の人間が持ち運べるレーザー・レンジファインダー（レーザー・ターゲット・マーカー）を供給し、アメリカ市場でも大いに成功し、カリフォルニア州ハンティントンビーチに子会社を創設した。TIALD (Thermal Imaging Airborne Laser Designator) ポッドもフェランティが開発したもので、湾岸戦争の際にトーネードがこれを大いに活用した。
また、1960年代から1980年代まで、Bristol Bloodhound という地対空ミサイルのレーダーを製造しており、重要な収入源となっていた。
1970年、Plesseyと共同でソナーの開発に乗り出し、主にコンピュータ・サブシステムを担当した。大口の契約を勝ち取ったことでこの部門は成長し、他社を買収してソナーアレイの技術も入手。最終的に Ferranti Thomson Sonar Systems として子会社化した（現在の Thomson Marconi Sonar）。
1990年代初めになると、EFAのレーダー選定が大きな国際問題となった。イギリス、イタリア、スペインはフェランティが開発したCAPTORを推し、ドイツはMSD2000を推した（ヒューズ社、AEG、GECの共同開発）。イギリスの国防大臣と西ドイツの国防大臣ゲルハルト・シュトルテンベルクが話し合った結果、イギリス政府はフェランティ・ディフェンス・システムズを問題を抱えている親会社（フェランティ）から切り離しGECに取得させることを約束した。これでGEC配下でCAPTORをユーロファイターに採用することが決まったが、ヒューズ社はGECに対して6億ドルの損害賠償を求める訴訟を起こした。その後ヒューズ社は2300万ドルで和解に応じている。

### 産業用電子機器
1980年代後半、フェランティは軍事関係以外の市場にも進出した。例えば、マイクロ波通信装置 (Ferranti Communications)、ガソリンスタンド用ポンプ (Ferranti Autocourt) などがある。例に挙げた部門はどちらもスコットランドのダルケイスにあった。

### コンピュータ

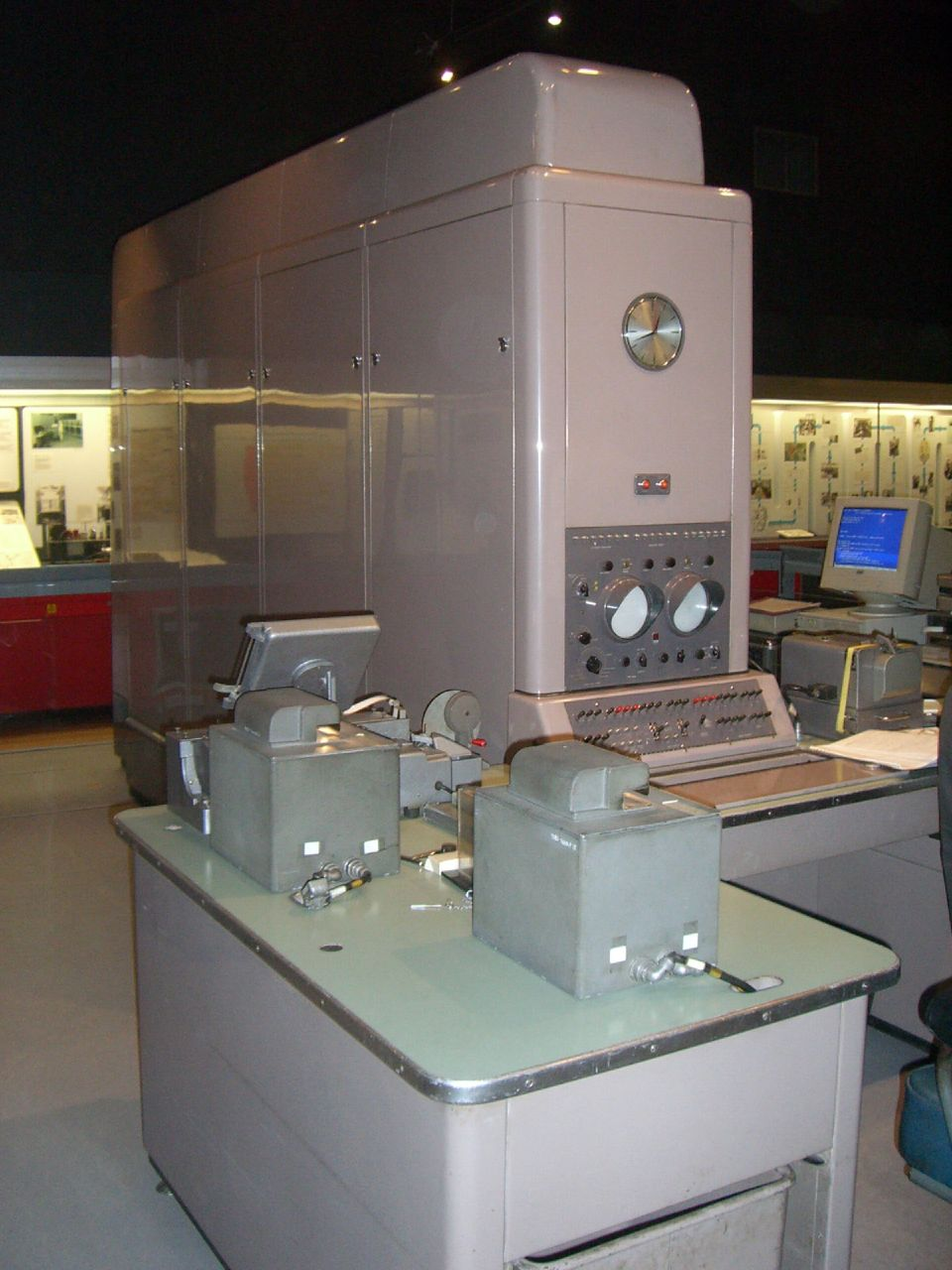
Ferranti Pegasus

1940年代終盤、いくつもの大学とのコンピュータの共同開発に携わった。最初の成果は1951年に完成した Ferranti Mark 1 で、1957年までに9台を納入した。1956年に登場した Pegasus は真空管システムとしては最も人気となり、38台を販売した。1956年ごろフェランティの Ivan Idelson が7トラック紙テープでの文字コード Cluff-Foster-Idelson coding をBSI（英国規格協会）の委員会のために考案した。これが後のASCIIの元となった。
マンチェスター大学と共同で有名な Manchester Mark I の真空管の大部分をダイオードやトランジスタなどで置き換えたバージョンを開発し、性能と信頼性を劇的に向上させた。フェランティはこれを Mercury として製品化し、1957年に発売、19台を販売した。フェランティ全体からみれば小さな売り上げであるが、コンピュータ部門は軍事関連の多いフェランティでは外部からもよくわかる部分であった。
Mercury の販売開始直後、完全に新たな設計で性能を劇的に向上させた Atlas の開発が行われた。1962年に動作が確認され、フェランティは3台を製作した。ケンブリッジ大学の数学研究所（後のコンピュータ研究所）の要請で改造を加えた Atlas は Titan（あるいは Atlas 2）と呼ばれ、約8年間ケンブリッジでの科学技術計算の主力となった。
1960年代の初期にはそれらの中型機は競合力が無くなっていたが、後継機の設計は難航した。この隙にカナダの子会社フェランティ-パッカード（Ferranti-Packard）がイギリスで検討されていたアイデアも取り入れて素早く FP 6000 を開発した。このころフェランティ上層部はコンピュータ市場からの撤退を考え、部門の売却先を探していた。最終的に1963年、コンピュータ部門は International Computers and Tabulators（ICT、後のICL）に吸収合併され、1968年にはICLの大型機部門となった。いくつかのオプションを検討した上で、ICTは FP 6000 を ICT 1900 シリーズの基盤として活用し、1970年代に販売した。
ICTとの協定により、フェランティは商用コンピュータ市場に再参入できなくなったが、産業用（制御用）コンピュータ市場への参入は自由だった。FP 6000 の技術の一部は産業用コンピュータ Ferranti Argus シリーズで流用されている。Argus の最初の機種（製品名は単に Argus）は当初、軍用に開発された。
一方で、デジタルシステム部門が海軍のための一連のメインフレームを開発していた。まずトランジスタを使ったコンピュータとして Hermes と Poseidon を開発し、1960年代中ごろには F1600 が続いた。これらのマシンは海軍の艦船で長年に渡って使われた。初めて集積回路を使った FM1600B は軍内部で様々な用途に使われた。FM1600D は19インチラックに収まる小型システムで、その航空機搭載版がイギリス空軍のニムロッドに搭載された。FM1600Bを再設計して更新したのが FM1600E で、シリーズの最後となった機種がFM1600Eを更新した F2420 である。F2420は2010年時点でも実際に使われている。

### 半導体
フェランティは真空管、ブラウン管、ゲルマニウム半導体など様々な電子部品も製造してきた。1955年にはヨーロッパ初のシリコンダイオードを製造している。子会社のフェランティ・セミコンダクターはシリコン製の各種バイポーラデバイスを生産。1977年には F100-L という16ビットマイクロプロセッサを開発した。F100-L はアマチュア衛星 UoSAT-1 に搭載され、宇宙に運ばれた。フェランティ製バイポーラトランジスタは ZTX シリーズという名称だったが、その名称は事業を引き継いだ Zetex の社名に受け継がれた。
1980年代初め、フェランティは初期の大規模ゲートアレイを製品化し、シンクレアのZX81やZX Spectrum、BBC Micro といったホームコンピュータで使われた。1988年、マイクロエレクトロニクス事業を Plessey に売却した。

### International Signal & Control の買収
フェランティは米国ペンシルベニア州の軍需企業 International Signal and Control (ISC) を買収。Ferranti International plc. と改称し、事業を以下の各部門に統合整理した。
- Ferranti Computer Systems
- Ferranti Defence Systems Integration
- Ferranti Dynamics
- Ferranti Satcomms
- Ferranti Technologies
- International Signal & Control

フェランティは、ISCのビジネスが米国の様々な極秘組織の命令による不法な兵器販売によって成り立っていたことを知らなかった。書類上、ISCの収入は公明正大な項目で充分黒字になっているように見えたが、実際にはそれらは存在していなかったのである。フェランティが買収するとともに不法販売は停止し、キャッシュフローが急激に悪化した。
1989年、英国重大不正捜査局はISCを大掛かりな詐欺の容疑で捜査した。1991年12月、ISC創設者で合併後の副会長であったジェームズ・ゲランは、英米両国をまたがった詐欺についてフィラデルフィア連邦裁判所の法廷で有罪を認めた。イギリス当局のあらゆる訴因はアメリカでの裁判に含まれていたので、イギリスでは裁判は行われなかった。
大規模な財政上および法律上の問題が原因で、フェランティ社は1993年12月に倒産した。

## フェランテイ各部門のその後
Ferranti Autocourt
Wayne Dresser が取得し、Wayne Autocourt と改称したが、後に Autocourt が名称から消えた。
Ferranti Communications
Thornが取得し、Thorn Communications and Telecontrol Systems (CATS) と改称。その後タイコ インターナショナルが取得し、Tyco Communications と改称。2012年現在は TS Technology Services の名で営業中。
Ferranti Computer Systems
ベルギー支社は Ferranti Computer Systems として存続しており、2012年現在は Nijkerk Holding 傘下にある。残りの一部は Thomson-CSF のIT部門 SYSECA が取得し、Ferranti-SYSECA Ltd と改称。後に Thomson がタレス・グループと改称した際にフェランティの名が消え、Thales Information Systems となった。Thales Information Systems は後にドイツでの事業を Consinto Gmbh に売却した。空港システムを扱っていた部門は1995年ごろデイテルが買収し、Ferranti Airport Systems として存続したが、後に Ultra Electronics が買収して吸収した。他の一部は GEC-Marconi が取得したが、GEC-Marconi が軍需関連部門をBAEシステムズに売却した際にフェランティから取得した大部分もBAEに買収され、BAEとフィンメッカニカの合弁企業 Alenia Marconi Systems の一部となった。この合弁は既に解消されており、フェランティだった部分はBAEシステムズ・インテグレイテッド・システム・テクノロジーズ  (Insyte) の一部となっている。
Ferranti Defence Systems
GEC-Marconi が取得し、GEC Ferranti と改称。後に GEC Marconi Avionics (GMAv) と改称。2000年にBAEシステムズに売却された。フェランティ由来の資産の一部は2007年にフィンメッカニカが取得し、SELEX Galileo と改称。
Ferranti Dynamics
1992年、GEC-Marconi が取得。
Ferranti Instrumentation
消滅。いくつかの資産は GEC-Marconi と Ravenfield Designs が取得。
Ferranti Satcomms
1994年、Matra Marconi Space が取得。
Ferranti Technologies
マネジメント・バイアウトで存続し、アビオニクス、軍事用電子機器、電力システムなどを専門としていた。2007年、Elbit Systems が買収した。
Ferranti Air Systems
デイテルが取得後、独立企業となる。後に Ultra Electronics が買収。
Ferranti Thomson Sonar Systems
フェランティ出資分の50%を GEC-Marconi が取得。現在はタレス・グループの所有であり Thales Underwater Systems と称している。
Ferranti Helicopters
1979年4月、ブリティッシュ・カレドニアン航空が取得し British Caledonian Helicopters に改称。1987年、Bristow Helicopters が買収した。
Ferranti Subsea Systems
1990年代初めにマネジメント・バイアウトで独立し、FSSL と改称。1994年 Kværner が筆頭株主となり Kværner FSSL と改称。Kværner 本体は後にアケル・ソリューションズとなった。
Ferranti Computer Systems Service Department
サードパーティの保守サービス会社 ServiceTec が取得。各地のサービスセンターは ServiceTec に改称され、従業員の多くがそのまま雇用された。Argus シリーズの保守・修理が主な仕事だったが、それ以外の事業も加わっていった。
Ferranti Semiconductors
1989年、マネジメント・バイアウトで独立し Zetex Semiconductors となった。2008年、Diodes Inc が買収。
Ferranti Photonics Ltd.
独立したが、2005年に倒産し清算された。

## 残存するフェランティの名称
フェランティの名は今も数多く残っている。エディンバラでは、Ferranti Edinburgh Social Club（FESC、フェランティ・エディンバラ社交クラブ）と Ferranti Mountaineering Club（フェランティ登山クラブ）が現存する。これらの組織はフェランティ社やフェランティ社の一部を取得した企業とは全くつながりがないが、今も昔の名前を使っている。
Denis Ferranti Meters Limited はセバスチャン・フェランティの直系の子孫が所有する会社だが、本項で解説したフェランティ社とは直接関係していない。同社は200人以上の従業員を抱え、公衆電話、大型車両用燃料ポンプ、電動機などを製造販売している。